# Регби на Маккабиаде 2017
Соревнования по Регби на маккабиаде 2017 прошли в двух возрастных категориях с 4 по 16 июля среди спортсменов старше 18 лет и с 4 по 13 июля среди юниоров. Спортсмены разыгрютали 3 комплекта медалей в двух видах регби Регби-7 и Регби-15. Турнир проходил в институте Уингейта в Нетаннии.

## Медали

### Общий зачёт
| Общее количество медалей | Общее количество медалей | Общее количество медалей | Общее количество медалей | Общее количество медалей | Общее количество медалей |
| Место                    | Страна                   | Золото                   | Серебро                  | Бронза                   | Всего                    |
| ------------------------ | ------------------------ | ------------------------ | ------------------------ | ------------------------ | ------------------------ |
| 1                        | ЮАР                      | 1                        | 2                        |                          | 3                        |
| 2                        | Израиль                  | 1                        | 1                        | 1                        | 3                        |
| 3                        | Аргентина                |                          |                          | 2                        | 2                        |
| 4                        | США                      | 1                        |                          |                          | 1                        |
| Всего                    | Всего                    | 3                        | 3                        | 3                        | 9                        |

## Медалисты

### Регби-7
| Дисциплина            | Золото | Серебро | Бронза    |
| Открытые соревнования | ЮАР    | Израиль | Аргентина |

### Регби-15
| Дисциплина            | Золото  | Серебро | Бронза    |
| Открытые соревнования | США     | ЮАР     | Израиль   |
| Юниоры                | Израиль | ЮАР     | Аргентина |